# Дом Глайхен
Дом Глайхен (на немски: Haus Gleichen) са графски род от Тюрингия.
Според стари източници, графовете на Глайхен произлизат от Саксония и от там са изгонени в Тюрингия. Около 720 г. те строят в Мюлберг и Вахсенбург в Тюрингия два планински замъка и ги наричат Глайхен. По-късно един Глайхен „Черния“ е на саксонска служба и е пленен 779 г. в битката при Буххолц против франките. Той се ползва с добро име при Карл Велики и пет години след битката след дълги молби от Карл Велики става християнин. Той е женен за Агнете фон Винсенбург и има с нея два сина Витикиндус и Валпрехтум. Дваматата братя също са много уважавани от императора и получават в Тюрингия подарък земя, широка десет мили и 20 мили дълга, която си поделят. Внукът на Валпрехтум (или Валперти) е прародител на графовете фон Глайхен, неговият брат Витикинтус е прародител на висшата графска фамилия Шварценберг.
Първия известен от фамилията е Ервин I (* 1040, † 1116), споменат за пръв път 1099 г. като граф на Тона. Той е женен за Хелинбург фон Лора (* 1080, † 1133), дъщеря и наследничка на граф Берингер I фон Лора (1060–1120). Тя основава 1130 г. манастир Фолкенрода.
В служба на архиепископите на Майнц графовете Глайхен купуват през 1120 г. фогтая над град Ерфурт. Фамилията има земи преди всичко около Ерфурт и в Айхсфелд, и няколко замъка.
Една дъщеря от фамилията се жени 1658 г. за генералмайор Ханс Георг от род Русвурм. Този клон се нарича фон Глайхен-Русвурм.
Емили фон Глайхен-Русвурм (1804–1872), най-малката дъщеря на поета Фридрих Шилер (1759–1805) и Шарлота Шилер (1766–1826), се омъжва 1828 г. за баварския камерхер фрайхер Адалберт фон Глайхен-Русвурм (1803–1887) и става майка на художника Лудвиг фон Глайхен-Русвурм (1836–1901) и баба на писателя Александер фон Глайхен-Русвурм (1865–1947), фрайхер фон Глайхен.
- Замък Кетенбург в Грефентона, резиденция на графовете фон Глайхен
- Замък Глайхен при Гота
- Дворец Еренщайн в Ордруф